# Port Albert (plaats in Newfoundland en Labrador)
Port Albert is een dorp en local service district in de Canadese provincie Newfoundland en Labrador.

## Geschiedenis
Sinds 1986 hebben de inwoners van het in gemeentevrij gebied gelegen Port Albert beperkt lokaal bestuur doordat de plaats een local service district werd.

## Geografie
Het dorp is gelegen aan de Kittiwake Coast in het noorden van het eiland Newfoundland. De plaats ligt op het gelijknamige schiereiland dat het oostelijke uiteinde van de Bay of Exploits vormt. 
Port Albert heeft vooral belang vanwege Farewell Harbour, een veerhaven net buiten het plaatsje. Van daaruit vertrekken dagelijks meerdere veerboten naar Fogo Island en naar Change Island.

## Demografie
Net zoals de meeste kleine plaatsen op Newfoundland, kent ook de designated place Port Albert een dalende demografische trend. Tussen 1991 en 2016 daalde de bevolkingsomvang er van 122 naar 66. Dat komt neer op een daling van 45,9% in 25 jaar tijd. In 2016 was meer dan de helft van de inwoners 60 jaar of ouder.
| Jaar | Aantal inwoners | Verschil |
| ---- | --------------- | -------- |
| 1991 | 122             | –        |
| 1996 | 98              | -19,7%   |
| 2001 | 84              | -14,3%   |
| 2006 | 78              | -7,1%    |
| 2011 | 69              | -11,5%   |
| 2016 | 66              | -4,3%    |